# Alajuela (tổng)
Alajuela là một tổng trong tỉnh Alajuela, Costa Rica. Tổng này có diện tích 388,43 km², dân số năm 2008 là 255598 người..